# Oceano Goianides
L'oceano Goianides è un oceano storico che è esistito in Sud America durante il Neoproterozoico.
L'oceano separava il blocco Paranapanema e il cratone del São Francisco. La sua chiusura iniziò con la formazione di un arco magmatico, le cui tracce sono oggi visibili nei granitoidi delle falde di Guaxupé e Socorro; terminò dando infine origine all'orogenesi brasiliana.